# San Carlos (nave)
San Carlos fue una balandra española utilizada durante la administración española de las islas Malvinas.

## Historia
El gobernador Felipe Ruiz Puente ordenó al teniente Gil y Lemos a fines de enero de 1769 que efectuara el reconocimiento de la isla Gran Malvina y del estrecho de Magallanes con la fragata Santa Rosa. Para su cumplimiento, el teniente solicitó que se agregaran la balandra San Carlos y la goleta San Fernando, las cuales se encontraban con «muchos rumbos que tenían podridos». Fueron reparadas y comandadas por Ángel Santos y Bernardo Taforo respectivamente.
Partiendo de Puerto Soledad el 13 de febrero de 1769, ese mismo día se separaba la San Fernando por dificultades de navegación. La San Carlos hizo lo mismo al día siguiente, volviendo ambas a puerto. La diferencia estuvo que la balandra San Carlos no regresó a las Malvinas sino que, con sus 3 o 4 marineros a bordo, apareció en la desembocadura del río Paraná, según el gobernador Francisco de Paula Bucarelli «con asombro de cuantos han entendido de este suceso».

## Toponimia
El estrecho de San Carlos, la bahía San Carlos, el brazo San Carlos, los asentamientos de San Carlos y Puerto San Carlos, así como el río San Carlos toman su nombre del buque español tanto en la toponimia argentina como británica del archipiélago, exceptuando el estrecho.